# アナザースカイ (テレビ番組)
『アナザースカイ』（英: another sky）は、日本テレビ系列（NNN加盟局）で2008年10月10日から2021年10月1日まで第1シリーズから第3シリーズが放送され終了、1年後の2022年10月7日より第4シリーズが放送中のバラエティ番組・紀行番組のシリーズである（字幕放送）。ハイビジョン制作。番組開始当初から、地上アナログ放送ではレターボックス形式で放送。
第1シリーズである『アナザースカイ』（以下、「I」〈ワン〉とも記す。）はシリーズ開始から2019年3月29日まで放送。第2シリーズである『アナザースカイII』（アナザースカイ ツー。以下、「II」とも記す。）は同年4月5日から2021年3月26日まで放送。2021年4月16日（4月15日深夜）から同年10月1日（9月30日深夜）までは、第3シリーズとしてタイトルを『アナザースカイ』に戻し放送。2022年10月7日からは、第4シリーズとして『Google Pixel presents ANOTHER SKY』（グーグルピクセル プレゼンツ アナザースカイ）が放送されている。

## 概要
毎回ゲストを1人招き、その人の興味深い人生を掘り下げていく。「海外にある第2の故郷」、「海外か日本の憧れの地」または「日本にある故郷」をテーマにトークが進められる。初代MCとして今田耕司と宮尾俊太郎の男性2人で務めていた。番組のオープニング曲は村治佳織が担当し、初回・100回記念のゲストとしても出演した。
当初は金曜日の23時30分 - 23時55分の枠でスタート。金曜23時台後半にバラエティ枠が設置されるのは『ウンナン世界征服宣言』が終了して以来、13年半ぶりであった。2009年10月2日からは、『未来創造堂』の終了に伴い、放送時間が30分繰り上がって23時 - 23時30分の放送となり、放送時間も5分拡大された。
番組形式は、当初、ゲストの代理でワールドリサーチャー（ゲスト自身が務めることもある）が実際に海外ロケに赴き、MCとゲストがスタジオでその様子を収録したVTRを見ながらトークする形式であったが、2010年に入り、ワールドリサーチャーのシステムが減り、ゲスト自身が海外ロケを行う事が増え、2011年1月7日の放送より、ワールドリサーチャーがレギュラーから外れ、ゲスト自身が現地ロケを行うようになった。
アナザースカイIIにリニューアル後は、番組テーマが「夢の数だけ空がある」、「人生の第II楽章」となった。新ロゴマークは佐藤オオキがデザインを担当した。リニューアル直後はトーク部分の収録をスタジオを離れてゲストゆかりの場所で行っていたが、後にスタジオ収録に戻っている。

## 番組の歴史
2008年10月10日より、今田と宮尾の男性2人のMCで、ゲストとして村治佳織を迎えて放送を開始した。
2009年3月20日の放送より初代女性MCとしてLIZAも参加。LIZAは2009年最初の放送のゲストでもあった。
2010年9月24日放送回をもって宮尾とLIZAがMCから降板し、同年10月1日放送回から2代目女性MCとして長谷川潤が加入した。また、スタジオセットも森田恭通がデザインしたものにリニューアルされた。なお、森田がテレビ番組のセットを手がけるのは、今回が初である。
2012年9月21日放送回をもって長谷川が降板し、同年9月28日は今田が単独でMCを務めた。10月5日の4周年スペシャル（15分拡大）から3代目女性MCとして岸本セシルが加入した。更に、10月19日にはスタジオセットも森田が新たにデザインしたものに新装された。
2014年9月26日放送回をもって岸本が降板し、同年10月3日放送回から瀧本美織が4代目女性MCとして加入した。同年10月17日放送回より、スタジオセットが森田のデザインにより3度目のリニューアルが行われた。
2016年9月30日放送回をもって瀧本が降板し、同年10月7日放送回からは中条あやみが5代目女性MCとして加入した。
2017年10月6日・13日放送回は「10年目突入SP」として、宮尾と歴代女性MC4名がゲストとしてスタジオに登場し、これまでの旅の一部を振り返った。10月20日放送回からは、スタジオセットもこれまでの森田に代わり、佐藤オオキがデザインしたものにリニューアルされた。
2019年3月29日をもって、5代目女性MCの中条が卒業するとともに「I」としては終了し（ただし、プロ野球開幕戦中継の延長により15分繰り下げとなり、23時15分 - 23時45分に放送）、翌週の4月5日からは「II」として放送継続の上、「I」からのシリーズ通算6代目となる女性MCとして、広瀬アリスが就任した（ただし、番組名改題後の初回は『金曜ロードSHOW!』の35分後拡大のため、35分遅れとなり、23時35分 - 翌0時05分の日またぎ放送となった）。
2020年に入ってからは、世界的な新型コロナウイルス感染症の流行により日本国外での撮影が困難になり、同年4月以降は日本国内で撮影したものおよび過去の放送をテーマ別にまとめた総集編の放送が中心となっている。
2021年4月の改編で金曜未明（木曜深夜）に放送枠が移動し、パート3としてタイトルが『アナザースカイ』に戻された。移動後は、一部地域での放送となる。女性MCは、日本テレビアナウンサーの岩本乃蒼と河出奈都美が交代で務める。
2021年8月より、女性MCとして佐藤晴美が就任した。
2021年9月1日付の日刊スポーツの記事で、コロナ禍で海外ロケができなくなり、国内ロケに切り替えて対応してきたが、同月末をもって終了することが関係者の話として明らかになり、翌2日にオンライン形式で行われた日本テレビ改編説明会見において正式に発表された。そして、2021年10月1日の放送をもって、「アナザースカイ」シリーズは13年の歴史に一旦幕を閉じた。
2022年6月12日に1時間の復活特番を放送。番組MCもレギュラー放送終了時点と同じく、今田と佐藤が務めた。
2022年10月7日より、約1年ぶりにレギュラー放送が再開した。MCは今田と、2019年3月に番組を卒業して以来約3年半ぶりの復帰となる中条が務める。また、2021年3月以来約1年半ぶりに金曜23時 - 23時30分の放送となる。
2023年10月からは同年秋の改編でこれまでの時間帯に新アニメ枠「FRIDAY ANIME NIGHT」が編成されるため、当番組は放送時間を土曜23時 - 23時30分に移動。また、新たな女性MCとして八木莉可子が加入する。しかし、移行後の初回はMCの今田が裏番組の『爆笑そっくりものまね紅白歌合戦スペシャル』（21:10 - 23:20、フジテレビ）に出演していたため20分間裏被りとなる。翌週も、今田が『オールスター感謝祭』（18:30 - 23:48、TBSテレビ）に出演するため、2週連続裏被りとなったが、当日は八木莉可子の滋賀県ロケだけで今田は出演せず、半年後の2024年4月6日でも、今田が『オールスター感謝祭』に出演したが、当日は八木莉可子のバルセロナロケだけで今田は出演しなかった。これ以降、『オールスター感謝祭』が放送される日が当番組と被る場合は、今田は当番組には出演しない。

## スポンサー
2016年3月放送分まではJTの単独スポンサーだった。それ以前は『オジサンズ11』の筆頭スポンサーを務めていた。
提供クレジットは右中央に表記される（複数社提供になってからは一般的な表記）。
金曜深夜にJTの単独スポンサー番組が登場するのは『TVムック・謎学の旅』以来となる。また、曜日を問わない深夜番組を含めると『鉄腕!DASH!!』の初期以来となる。
東日本大震災後の2011年3月18日から4月22日までJTの提供クレジットは表示されず、CM枠にはACジャパンの広告が放送されていたが、4月29日に復活した。
2016年3月をもってJTの単独スポンサーではなくなり、同年4月からは各社提供となった（JTはその後2018年3月まで、各社提供社のうちの一社として提供継続）。また、全てのスポンサーがカラー表示となっている。
その後は、Jeep、AMERICAN EXPRESSともう一社（DHC→東京ディズニーリゾート→marimo）が筆頭スポンサーだった。
2022年10月からのレギュラー放送復活では『Google Pixel Presents ANOTHER SKY』として、Googleの単独スポンサーとなる。

## 出演者
MC
- 今田耕司（2008年10月 - 2021年10月、2022年10月 - ）
- 山本舞香（2024年10月 - ）

ナレーター
- バッキー木場

### 過去の出演者
所属は出演当時

#### MC
男性
1. 宮尾俊太郎（2008年10月 - 2010年9月）

女性
1. LIZA（2009年3月 - 2010年9月）
2. 長谷川潤（2010年10月 - 2012年9月）
3. 岸本セシル（2012年10月 - 2014年9月）
4. 瀧本美織（2014年10月 - 2016年9月）
5. 中条あやみ（2016年10月 - 2019年3月）※ここまで「I」の女性MC。
6. 広瀬アリス（2019年4月 - 2021年3月）※ここまで「II」の女性MC。
7. 岩本乃蒼（日本テレビアナウンサー）、河出奈都美（日本テレビアナウンサー）（2021年4月 - 7月）
8. 佐藤晴美（2021年8月 - 2021年10月）
9. 中条あやみ（2022年10月 - 2023年10月）
10. 八木莉可子（2023年10月 - 2024年9月）

#### ワールドリサーチャー
2010年1月22日放送までの呼称はワールドリポーター。
- 阿部まりな
- 神谷美伽
- 大野瑠衣
- 橘麗美
- 篠田麻里子（AKB48）
- 北原里英（AKB48）

## 放送内容

### アナザースカイ
| ＃ | 放送日   | ゲスト     | ワールドリポーター | アナザースカイ                   |
| -- | -------- | ---------- | ------------------ | -------------------------------- |
| 1  | 10月10日 | 村治佳織   | 村治佳織           | スペイン・マドリード             |
| 2  | 10月17日 | 的場浩司   | 橘麗美             | パラオ                           |
| 3  | 10月24日 | SHIHO      | 阿部まりな         | アメリカ合衆国・ハワイ           |
| 4  | 10月31日 | 荒俣宏     | 篠田麻里子         | イタリア・フィレンツェ           |
| 5  | 11月7日  | 大沢あかね | 橘麗美             | 韓国・ソウル                     |
| 6  | 11月14日 | 石田純一   | 阿部まりな         | イタリア・ポジターノ             |
| 7  | 11月21日 | 中川翔子   | 阿部まりな         | 香港                             |
| 8  | 11月28日 | 高城剛     | 高城剛 篠田麻里子  | スペイン・イビサ島               |
| 9  | 12月5日  | 辺見えみり | 阿部まりな         | フランス・パリ                   |
| 10 | 12月12日 | 渡部建     | 大野瑠衣           | インドネシア・バリ島             |
| 11 | 12月19日 | 谷村奈南   | 阿部まりな         | アメリカ合衆国・ハワイ(オアフ島) |
| 12 | 12月26日 | coba       | 篠田麻里子         | イタリア・ヴェネチア             |

| ＃ | 放送日   | ゲスト           | ワールドリポーター  | アナザースカイ                   |
| -- | -------- | ---------------- | ------------------- | -------------------------------- |
| 13 | 1月2日   | LIZA             | LIZA                | ドイツ・ベルリン                 |
| 14 | 1月9日   | 山田五郎         | 阿部まりな          | オーストリア・ザルツブルク       |
| 15 | 1月16日  | 森理世           | 篠田麻里子          | カナダ・トロント                 |
| 16 | 1月23日  | 関根勤           | 神谷美伽            | モルディブ                       |
| 17 | 1月30日  | 安田美沙子       | 宮尾俊太郎          | オーストラリア・メルボルン       |
| 18 | 2月6日   | 哀川翔           | 哀川翔 大野瑠衣     | アメリカ合衆国・ハワイ(マウイ島) |
| 19 | 2月13日  | 哀川翔           | 哀川翔 大野瑠衣     | アメリカ合衆国・ハワイ(マウイ島) |
| 20 | 2月20日  | はるな愛         | 阿部まりな          | 韓国・ソウル                     |
| 21 | 2月27日  | 宮嶋茂樹         | 神谷美伽            | セルビア・ベオグラード           |
| 22 | 3月6日   | 桑田真澄         | 大野瑠衣            | グアム                           |
| 23 | 3月13日  | 桑田真澄         | 大野瑠衣            | グアム                           |
| 24 | 3月20日  | 成宮寛貴         | 宮尾俊太郎          | 香港                             |
| 25 | 3月27日  | 宮本笑里         | 篠田麻里子          | ドイツ・デュッセルドルフ         |
| 26 | 4月3日   | ヒロミ           | 大野瑠衣            | アメリカ合衆国・ハワイ(オアフ島) |
| 27 | 4月10日  | ローラ・チャン   | 神谷美伽            | 中国・杭州                       |
| 28 | 4月17日  | 高嶋ちさ子       | 阿部まりな          | アメリカ合衆国・マイアミ         |
| 29 | 4月24日  | 椎名桔平         | LIZA                | アメリカ合衆国・ニューヨーク     |
| 30 | 5月1日   | 森泉             | 篠田麻里子          | アラブ首長国連邦・ドバイ         |
| 31 | 5月8日   | 関根麻里         | 大野瑠衣            | アイスランド・レイキャビック     |
| 32 | 5月15日  | 見城徹           | 神谷美伽            | イタリア・ナポリ                 |
| 33 | 5月22日  | 見城徹           | 神谷美伽            | イタリア・ナポリ                 |
| 34 | 5月29日  | 細川茂樹         | 神谷美伽            | 中国・マカオ                     |
| 35 | 6月6日   | 髙田延彦         | 阿部まりな          | ブラジル・リオデジャネイロ       |
| 36 | 6月12日  | 杉本彩           | 神谷美伽            | マレーシア                       |
| 37 | 6月19日  | 久本雅美         | 宮尾俊太郎          | ネパール・カトマンズ             |
| 38 | 6月26日  | 小野リサ         | 阿部まりな          | ブラジル・サンパウロ             |
| 39 | 7月3日   | 茂木健一郎       | 阿部まりな          | ドイツ・ライプツィヒ             |
| 40 | 7月10日  | 内藤大助         | LIZA                | 台湾                             |
| 41 | 7月17日  | 道端ジェシカ     | 宮尾俊太郎          | イタリア・カプリ島               |
| 42 | 7月24日  | ISSA             | 宮尾俊太郎          | アメリカ合衆国・サイパン         |
| 43 | 7月31日  | 持田香織         | LIZA                | フランス・パリ                   |
| 44 | 8月7日   | 田崎真也         | 田崎真也 篠田麻里子 | フランス・ボルドー               |
| 45 | 8月14日  | 鈴木おさむ       | 阿部まりな          | エジプト・カイロ                 |
| 46 | 8月21日  | 平愛梨           | 宮尾俊太郎          | 台湾                             |
| 47 | 8月28日  | 矢口真里         | LIZA                | アメリカ合衆国・ラスベガス       |
| 48 | 9月4日   | 向井理           | 宮尾俊太郎          | カンボジア                       |
| 49 | 9月11日  | 武田双雲         | 阿部まりな          | 中国・上海                       |
| 50 | 9月18日  | ヨンア           | ヨンア              | 韓国・ソウル                     |
| 51 | 9月25日  | 1周年記念 総集編 | 1周年記念 総集編    | 1周年記念 総集編                 |
| 52 | 10月2日  | 熊川哲也         | 宮尾俊太郎          | イギリス・ロンドン               |
| 53 | 10月9日  | 石原さとみ       | LIZA                | ベトナム・ホーチミン             |
| 54 | 10月16日 | 武豊             | 武豊                | フランス・ドーヴィル             |
| 55 | 10月23日 | 市川亀治郎       | 市川亀治郎          | アメリカ合衆国・ラスベガス       |
| 56 | 10月30日 | 鈴木えみ         | 鈴木えみ            | カナダ・バンクーバー             |
| 57 | 11月6日  | 菊地凛子         | 篠田麻里子          | アメリカ合衆国・ニューヨーク     |
| 58 | 11月13日 | 千原ジュニア     | 阿部まりな          | ベトナム・ホーチミン             |
| 59 | 11月20日 | 佐藤可士和       | LIZA                | デンマーク・コペンハーゲン       |
| 60 | 11月27日 | 平子理沙         | 平子理沙            | アメリカ合衆国・ロサンゼルス     |
| 61 | 12月4日  | 中澤佑二         | 阿部まりな          | ブラジル・コンタージェン         |
| 62 | 12月11日 | 児嶋一哉         | 児嶋一哉            | 香港                             |
| 63 | 12月18日 | 東尾理子         | 東尾理子            | アメリカ合衆国・フロリダ         |
| 64 | 12月25日 | 荒俣宏           | 荒俣宏              | イタリア・ナポリ                 |

| ＃  | 放送日   | ゲスト | ワールドリサーチャー | アナザースカイ                               |
| --- | -------- | --- | --- | -------------------------------------------- |
| 65  | 1月8日   | IMALU | 阿部まりな | カナダ・ヴィクトリア                         |
| 66  | 1月15日  | 山本太郎 | 山本太郎 | 中国・河南省                                 |
| 67  | 1月22日  | 北乃きい | 宮尾俊太郎 | ロシア・サンクトペテルブルク                 |
| 68  | 1月29日  | 井上康生 東原亜希 | 神谷美伽 | イギリス・エディンバラ                       |
| 69  | 2月5日   | 倖田來未 | 神谷美伽 | モロッコ・メディナ                           |
| 70  | 2月12日  | 東儀秀樹 | 東儀秀樹 | タイ・バンコク                               |
| 71  | 2月19日  | 田中美保 | 田中美保 | アメリカ合衆国・ハワイ(オアフ島)             |
| 72  | 2月26日  | 藤原竜也 | LIZA | イギリス・ロンドン                           |
| 73  | 3月5日   | 小山薫堂 | 小山薫堂 | アメリカ合衆国・ナパバレー                   |
| 74  | 3月12日  | 中谷美紀 | 中谷美紀 | フランス・パリ                               |
| 75  | 3月19日  | 吉川ひなの | 神谷美伽 | モルディブ                                   |
| 76  | 3月26日  | 秋元康 AKB48（秋元才加・板野友美 大島優子・北原里英・小嶋陽菜 篠田麻里子・高橋みなみ・前田敦子） 注 下線はワールドリサーチャーも兼ねる | 秋元康 AKB48（秋元才加・板野友美 大島優子・北原里英・小嶋陽菜 篠田麻里子・高橋みなみ・前田敦子） 注 下線はワールドリサーチャーも兼ねる | 1時間SP アメリカ合衆国・ニューヨーク         |
| 77  | 4月2日   | 高橋克典 | 神谷美伽 | マダガスカル                                 |
| 78  | 4月9日   | 井上真央 | 井上真央 | アメリカ合衆国・ロサンゼルス                 |
| 79  | 4月16日  | 有吉弘行 | 有吉弘行 | インド・ニューデリー                         |
| 80  | 4月23日  | 城田優 | 城田優 | スペイン・バルセロナ                         |
| 81  | 4月30日  | 上海万博前夜SP 総集編 | 上海万博前夜SP 総集編 | 上海万博前夜SP 総集編                        |
| 82  | 5月7日   | 小池栄子 | 小池栄子 | 中国・北京                                   |
| 83  | 5月14日  | 飯島直子 | 飯島直子 | アメリカ合衆国・サイパン                     |
| 84  | 5月21日  | 香椎由宇 | 香椎由宇 | シンガポール                                 |
| 85  | 5月28日  | 本仮屋ユイカ | 本仮屋ユイカ | イギリス・ロンドン                           |
| 86  | 6月4日   | 渡部篤郎 | 渡部篤郎 | アメリカ合衆国・ハワイ(ハワイ島)             |
| 87  | 6月11日  | 木村佳乃 | 木村佳乃 | スイス                                       |
| 88  | 6月18日  | 土田晃之 | 土田晃之 | 韓国・ソウル                                 |
| 89  | 6月25日  | 宮嶋茂樹 | 宮嶋茂樹 | カンボジア・シェムリアップ                   |
| 90  | 7月2日   | 杏 | 杏 | フランス・パリ                               |
| 91  | 7月9日   | 栗城史多 | 栗城史多 | エベレスト                                   |
| 92  | 7月16日  | ウエンツ瑛士 | ウエンツ瑛士 | アメリカ合衆国・ラスベガス                   |
| 93  | 7月23日  | 小西真奈美 | 小西真奈美 | アメリカ合衆国・ニューヨーク                 |
| 94  | 7月30日  | 杉山愛 | 杉山愛 | イギリス・ウィンブルドン                     |
| 95  | 8月6日   | 森永卓郎 | 森永卓郎 | 中国・上海                                   |
| 96  | 8月13日  | 押切もえ | 押切もえ | アメリカ合衆国・アリゾナ                     |
| 97  | 8月20日  | 長谷川潤 | 長谷川潤 | アメリカ合衆国・ハワイ(ハワイ島)             |
| 98  | 8月27日  | 土屋アンナ | 北原里英 | ポリネシア・モーレア島                       |
| 99  | 9月3日   | 武田修宏 | 武田修宏 | パラグアイ                                   |
| 100 | 9月10日  | 貫地谷しほり | 貫地谷しほり | アメリカ合衆国・ハワイ(オアフ島)             |
| 101 | 9月17日  | 箭内道彦 | 箭内道彦 | フランス・カンヌ                             |
| 102 | 9月24日  | 村治佳織 | 村治佳織 | 100回記念（総集編） フランス・パリ           |
| 103 | 10月1日  | 福原愛 | 福原愛 | 中国・北京                                   |
| 104 | 10月8日  | 石原さとみ | 石原さとみ | ニュージーランド                             |
| 105 | 10月15日 | 堀北真希 | 堀北真希 | フランス・アルザス                           |
| 106 | 10月22日 | 鈴木雅之 | 鈴木雅之 | アメリカ合衆国・ロサンゼルス                 |
| 107 | 10月29日 | 平山あや | 平山あや | アメリカ合衆国・フロリダ(ディズニーワールド) |
| 108 | 11月5日  | 遠藤章造 | 遠藤章造 | アメリカ合衆国・シアトル                     |
| 109 | 11月12日 | 森田恭通 | 森田恭通 | カタール・ドーハ                             |
| 110 | 11月19日 | 仲村トオル | 仲村トオル 北原里英 | 韓国・釜山                                   |
| 111 | 11月26日 | 小雪 | 小雪 | 韓国・ソウル                                 |
| 112 | 12月3日  | テリー伊藤 | 神谷美伽 | アメリカ合衆国・ロサンゼルス                 |
| 113 | 12月10日 | 蛯原友里 | 蛯原友里 | イタリア・ミラノ                             |
| 114 | 12月17日 | 南果歩 | 南果歩 | アメリカ合衆国・ロサンゼルス                 |
| 115 | 12月24日 | 上地雄輔 | 上地雄輔 | スウェーデン                                 |

| ＃  | 放送日   | ゲスト                                                     | アナザースカイ                        |
| --- | -------- | ---------------------------------------------------------- | ------------------------------------- |
| 116 | 1月7日   | いとうあさこ                                               | タイ・クラ島（無人島）                |
| 117 | 1月14日  | 松井大輔                                                   | フランス・ ル・マン                   |
| 118 | 1月21日  | 臼田あさ美                                                 | メキシコ                              |
| 119 | 1月28日  | 天野ひろゆき                                               | 韓国・ソウル                          |
| 120 | 2月4日   | 小森純                                                     | ニューカレドニア                      |
| 121 | 2月11日  | 雨宮塔子 （ワールドリサーチャー - 英玲奈）                 | フランス・パリ                        |
| 122 | 2月18日  | JOY                                                        | イギリス・ロンドン                    |
| 123 | 2月25日  | 西山茉希                                                   | オランダ                              |
| 124 | 3月4日   | 今田耕司・長谷川潤 IKKO・渡部建 超新星・天野ひろゆき T-ARA | 1時間SP 韓国                          |
| 125 | 3月18日  | 中川翔子                                                   | アメリカ合衆国・ロサンゼルス          |
| 126 | 3月25日  | アンジャッシュ                                             | 中国・マカオ                          |
| 127 | 4月1日   | ユージ                                                     | アメリカ合衆国・マイアミ              |
| 128 | 4月8日   | 溝端淳平                                                   | 台湾・台北                            |
| 129 | 4月15日  | 竹下玲奈                                                   | スリランカ                            |
| 130 | 4月22日  | 高城剛                                                     | スペイン・バルセロナ                  |
| 131 | 4月29日  | 柳沢慎吾 （VTR出演のみ - 神谷美伽）                        | アメリカ合衆国・ハワイ                |
| 132 | 5月6日   | 谷村美月                                                   | フィンランド                          |
| 133 | 5月13日  | 平岡祐太                                                   | ペルー                                |
| 134 | 5月20日  | 竹野内豊                                                   | イタリア・フィレンツェ                |
| 135 | 5月27日  | 大政絢                                                     | フランス・プロヴァンス                |
| 136 | 6月3日   | リュ・シウォン                                             | 韓国・ソウル                          |
| 137 | 6月10日  | 長谷部誠                                                   | ドイツ・ヴォルフスブルク              |
| 138 | 6月17日  | いっこく堂                                                 | ボリビア                              |
| 139 | 6月24日  | 平野綾                                                     | アメリカ合衆国・ニューヨーク          |
| 140 | 7月1日   | 道端ジェシカ                                               | イタリア・カプリ島                    |
| 141 | 7月8日   | 東山紀之                                                   | アメリカ合衆国・ハワイ                |
| 142 | 7月15日  | 石田ゆり子                                                 | 台湾                                  |
| 143 | 7月22日  | 南沢奈央                                                   | 韓国                                  |
| 144 | 7月29日  | 渡部陽一                                                   | レバノン                              |
| 145 | 8月5日   | 玉木宏                                                     | 香港                                  |
| 146 | 8月12日  | 優木まおみ                                                 | アメリカ合衆国・ハワイ                |
| 147 | 8月19日  | 東国原英夫 （リポーター - ガダルカナル・タカ）             | タイ・バンコク                        |
| 148 | 8月26日  | 土屋アンナ                                                 | タヒチ・モーレア島                    |
| 149 | 9月2日   | はいだしょうこ （VTR出演のみ - 拝田正機・拝田由見子）      | アメリカ合衆国・ニューヨーク          |
| 150 | 9月9日   | 大東俊介                                                   | トルコ・イスタンブール                |
| 151 | 9月16日  | GACKT （リポーター - 茉樹代）                              | 台湾                                  |
| 152 | 9月23日  | 大地真央                                                   | イギリス・ロンドン                    |
| 153 | 9月30日  | 鈴木砂羽                                                   | ハンガリー                            |
| 154 | 10月7日  | 船越英一郎 （VTR出演のみ - 松居一代）                      | グアム                                |
| 155 | 10月14日 | 安田成美                                                   | イタリア                              |
| 156 | 10月21日 | 宮本亜門                                                   | フランス・パリ                        |
| 157 | 10月28日 | 谷原章介                                                   | アメリカ合衆国・ハワイ（オアフ島）    |
| 158 | 11月4日  | 岡田圭右                                                   | アメリカ合衆国・ニューヨーク          |
| 159 | 11月11日 | 滝沢秀明                                                   | アメリカ合衆国・ラスベガス            |
| 160 | 11月18日 | 長谷川京子                                                 | アメリカ合衆国・ニューヨーク          |
| 161 | 11月25日 | 岡田将生                                                   | 韓国・ソウル                          |
| 162 | 12月2日  | 上原ひろみ （VTR出演のみ - 矢野顕子）                      | アメリカ合衆国・ニューヨーク          |
| 163 | 12月9日  | 羽生善治                                                   | フランス                              |
| 164 | 12月16日 | さかなクン                                                 | フランス・パリ                        |
| 165 | 12月23日 | 今田耕司・長谷川理恵 高城剛（案内人） 比石妃佐子・城田優   | 2週連続 特別企画 スペイン・バルセロナ |
| 166 | 12月30日 | 今田耕司・長谷川理恵 今井翼                                | 2週連続 特別企画 スペイン・バルセロナ |

- 2011年3月11日は東日本大震災関連の報道特別番組のため休止。

| ＃  | 放送日   | ゲスト                                            | アナザースカイ                        |
| --- | -------- | ------------------------------------------------- | ------------------------------------- |
| 167 | 1月6日   | 黒木瞳                                            | アイルランド                          |
| 168 | 1月13日  | 市村正親                                          | アメリカ合衆国・ニューヨーク          |
| 169 | 1月20日  | 内田恭子                                          | アメリカ合衆国・シカゴ                |
| 170 | 1月27日  | 川澄奈穂美 （VTR出演のみ - 熊谷紗希・田中明日菜） | ドイツ・フランクフルト                |
| 171 | 2月3日   | トリンドル玲奈                                    | 韓国・ソウル · オーストリア・ウィーン |
| 172 | 2月10日  | ナオト・インティライミ                            | モロッコ                              |
| 173 | 2月17日  | 伊勢谷友介                                        | インド・ゴア                          |
| 174 | 2月24日  | 夏菜                                              | フランス・パリ                        |
| 175 | 3月2日   | 横山剣                                            | 香港                                  |
| 176 | 3月9日   | 相沢紗世                                          | ギリシャ                              |
| 177 | 3月16日  | ジミー大西                                        | マルタ                                |
| 178 | 3月23日  | 小林麻耶                                          | メキシコ                              |
| 179 | 3月30日  | 濱田岳                                            | アルゼンチン                          |
| 180 | 4月6日   | 川澄奈穂美 （VTR出演のみ - 田中明日菜）           | 南アフリカ共和国                      |
| 181 | 4月13日  | 尾木直樹                                          | オランダ                              |
| 182 | 4月20日  | 生田斗真                                          | イギリス・ロンドン                    |
| 183 | 4月27日  | 八嶋智人                                          | パラオ                                |
| 184 | 5月4日   | 岡本玲                                            | 中国・四川省                          |
| 185 | 5月11日  | 眞鍋かをり                                        | スイス                                |
| 186 | 5月18日  | 安藤美姫                                          | イタリア・トリノ                      |
| 187 | 5月25日  | 西尾由佳理                                        | ブータン                              |
| 188 | 6月1日   | 具志堅用高                                        | アメリカ合衆国・ハワイ（オアフ島）    |
| 189 | 6月8日   | 小雪                                              | 韓国・ソウル                          |
| 190 | 6月15日  | 田中圭                                            | チリ                                  |
| 191 | 6月22日  | マリエ                                            | アメリカ合衆国・ニューヨーク          |
| 192 | 6月29日  | 川島永嗣 （VTR出演のみ - 吉田麻也）               | ベルギー                              |
| 193 | 7月6日   | 山田優                                            | アメリカ合衆国・ニューヨーク          |
| 194 | 7月13日  | 後藤輝基                                          | イタリア・ローマ                      |
| 195 | 7月20日  | クリス松村                                        | イギリス・ロンドン                    |
| 196 | 7月27日  | 伊原剛志                                          | ブラジル                              |
| 197 | 8月3日   | 吉村作治                                          | エジプト                              |
| 198 | 8月10日  | 米倉涼子                                          | アメリカ合衆国・ニューヨーク          |
| 199 | 8月17日  | 出川哲朗                                          | イタリア                              |
| 200 | 8月24日  | 芹那                                              | フィリピン                            |
| 201 | 8月31日  | 知花くらら                                        | ザンビア                              |
| 202 | 9月7日   | 福澤朗                                            | スウェーデン・ストックホルム          |
| 203 | 9月14日  | 小出恵介                                          | アメリカ合衆国・セドナ                |
| 204 | 9月21日  | 野口聡一                                          | アメリカ合衆国・ヒューストン          |
| 205 | 9月28日  | 中山美穂                                          | フランス・パリ                        |
| 206 | 10月5日  | 中田英寿                                          | 4周年SP ミャンマー ブラジル           |
| 207 | 10月12日 | 中田英寿                                          | イタリア アメリカ合衆国・ニューヨーク |
| 208 | 10月19日 | 岸本セシル                                        | アメリカ合衆国・ハワイ                |
| 209 | 10月26日 | 佐々木蔵之介                                      | チェコ・プラハ                        |
| 210 | 11月2日  | 入江陵介                                          | イギリス・ロンドン                    |
| 211 | 11月9日  | ローラ                                            | ニュージーランド                      |
| 212 | 11月16日 | 河北麻友子                                        | アメリカ合衆国・ニューヨーク          |
| 213 | 11月23日 | 大久保佳代子                                      | インド                                |
| 214 | 11月30日 | 安藤忠雄                                          | アメリカ合衆国                        |
| 215 | 12月7日  | 東貴博                                            | アメリカ合衆国・ハワイ                |
| 216 | 12月14日 | 近藤真彦                                          | アメリカ合衆国・フロリダ              |
| 217 | 12月21日 | 菜々緒                                            | フィンランド                          |
| 218 | 12月28日 | 長沼毅                                            | チリ                                  |

| ＃  | 放送日   | ゲスト                                                    | アナザースカイ                        |
| --- | -------- | --------------------------------------------------------- | ------------------------------------- |
| 219 | 1月4日   | 鹿賀丈史                                                  | フランス                              |
| 220 | 1月11日  | 南野陽子                                                  | カンボジア・シェムリアップ/プノンペン |
| 221 | 1月18日  | 忽那汐里                                                  | オーストラリア                        |
| 222 | 1月25日  | 羽鳥慎一                                                  | グアム                                |
| 223 | 2月1日   | 竹下佳江                                                  | ギリシャ・アテネ                      |
| 224 | 2月8日   | 釈由美子                                                  | タイ・バンコク                        |
| 225 | 2月15日  | 辻仁成                                                    | フランス・パリ                        |
| 226 | 2月22日  | LiLiCo                                                    | スウェーデン                          |
| 227 | 3月1日   | 益若つばさ                                                | イギリス・ロンドン                    |
| 228 | 3月8日   | 貴乃花光司 （VTR出演のみ - 花田景子）                     | フランス・パリ                        |
| 229 | 3月15日  | 要潤                                                      | アメリカ合衆国・ハワイ（オアフ島）    |
| 230 | 3月22日  | 木村文乃                                                  | トルコ                                |
| 231 | 3月29日  | 佐藤隆太                                                  | ボリビア                              |
| 232 | 4月5日   | 森田恭通                                                  | イギリス・ロンドン                    |
| 233 | 4月12日  | 潮田玲子                                                  | フランス・パリ                        |
| 234 | 4月19日  | 真矢みき                                                  | ベトナム                              |
| 235 | 4月26日  | 浅尾美和                                                  | タイ・プーケット                      |
| 236 | 5月3日   | ラモス瑠偉                                                | ブラジル・リオデジャネイロ            |
| 237 | 5月10日  | 峰竜太                                                    | イタリア・フィレンツェ                |
| 238 | 5月17日  | 亀梨和也                                                  | フランス・パリ                        |
| 239 | 5月24日  | 舞川あいく （VTR出演のみ - 高橋メアリージュン、潮田玲子） | 台湾・台北                            |
| 240 | 5月31日  | 金本知憲                                                  | アメリカ合衆国・ロサンゼルス          |
| 241 | 6月7日   | 安藤忠雄                                                  | イタリア                              |
| 242 | 6月14日  | 中山雅史                                                  | ドイツ・ミュンヘン                    |
| 243 | 6月21日  | 藤本美貴                                                  | アメリカ合衆国・ハワイ（オアフ島）    |
| 244 | 6月28日  | 加藤茶                                                    | シンガポール                          |
| 245 | 7月5日   | 久保田利伸                                                | ブラジル・リオデジャネイロ            |
| 246 | 7月12日  | 高橋メアリージュン （VTR出演のみ - 高橋ユウ、高橋祐治）   | フィリピン・マニラ                    |
| 247 | 7月19日  | 萬田久子                                                  | イギリス・ロンドン                    |
| 248 | 7月26日  | 紀里谷和明                                                | キューバ                              |
| 249 | 8月2日   | 武井咲                                                    | イタリア・ミラノ                      |
| 250 | 8月9日   | 武井壮                                                    | 台湾                                  |
| 251 | 8月16日  | 前田敦子                                                  | アメリカ合衆国・ニューヨーク          |
| 252 | 8月23日  | 西岡利晃                                                  | アメリカ合衆国・ラスベガス            |
| 253 | 8月30日  | 綾小路翔                                                  | ジャマイカ                            |
| 254 | 9月6日   | 高橋真麻 （VTR出演のみ - 高橋英樹、高橋美恵子）           | スペイン                              |
| 255 | 9月13日  | 石原良純                                                  | アメリカ合衆国・オクラホマ            |
| 256 | 9月20日  | 小澤征悦                                                  | アメリカ合衆国・ボストン              |
| 257 | 9月27日  | ハワイSP 総集編                                           | ハワイSP 総集編                       |
| 258 | 10月4日  | 長谷川潤                                                  | 5周年ハワイロケSP                     |
| 259 | 10月11日 | 長谷川潤                                                  | アメリカ合衆国・ハワイ（オアフ島）    |
| 260 | 10月18日 | 吹石一恵                                                  | フランス・パリ                        |
| 261 | 10月25日 | 壇蜜                                                      | 台湾                                  |
| 262 | 11月1日  | 濱口優 （VTR出演のみ - 出川哲朗）                         | ベトナム・ハノイ                      |
| 263 | 11月8日  | 板野友美                                                  | アメリカ合衆国・ロサンゼルス          |
| 264 | 11月15日 | 山岸舞彩                                                  | マレーシア                            |
| 265 | 11月22日 | が〜まるちょば                                            | スコットランド・エディンバラ          |
| 266 | 11月29日 | 栗原類 （VTR出演のみ - Perfume）                          | アメリカ合衆国・ニューヨーク          |
| 267 | 12月6日  | 志田未来                                                  | フランス・パリ                        |
| 268 | 12月13日 | 佐藤琢磨                                                  | アメリカ合衆国                        |
| 269 | 12月20日 | 夏帆                                                      | クロアチア・ドゥブロブニク            |
| 270 | 12月27日 | 上原浩治                                                  | アメリカ合衆国・ボルティモア          |

| ＃  | 放送日   | ゲスト                                                           | アナザースカイ                     |
| --- | -------- | ---------------------------------------------------------------- | ---------------------------------- |
| 271 | 1月3日   | 藤あや子                                                         | カナダ・バンクーバー               |
| 272 | 1月10日  | 水嶋ヒロ                                                         | スイス・チューリッヒ               |
| 273 | 1月17日  | キンタロー。                                                     | カナダ                             |
| 274 | 1月24日  | 遠藤保仁                                                         | ブラジル                           |
| 275 | 1月31日  | 猪子寿之                                                         | シンガポール                       |
| 276 | 2月7日   | 笛木優子                                                         | 韓国・ソウル                       |
| 277 | 2月14日  | ファンキー加藤                                                   | フランス・リール                   |
| 278 | 2月21日  | 皆藤愛子                                                         | ニュージーランド                   |
| 279 | 2月28日  | 中村アン                                                         | カナダ・バンクーバー               |
| 280 | 3月7日   | 豊原功補                                                         | オーストラリア・シドニー           |
| 281 | 3月14日  | 川口春奈                                                         | アメリカ合衆国・ハワイ             |
| 282 | 3月21日  | 坂上忍                                                           | 韓国・ソウル                       |
| 283 | 3月28日  | MAKIDAI （VTR出演のみ - MATSU）                                  | アメリカ合衆国・ニューヨーク       |
| 284 | 4月4日   | 平井理央 （VTR出演のみ - 平井真央）                              | インド・ムンバイ                   |
| 285 | 4月11日  | 水野学 （スタジオ出演 - くまモン）                               | イタリア・フィレンツェ             |
| 286 | 4月18日  | 伊藤英明                                                         | アルゼンチン                       |
| 287 | 4月25日  | IVAN                                                             | メキシコ                           |
| 288 | 5月2日   | 織田信成                                                         | カナダ                             |
| 289 | 5月9日   | 大宮エリー                                                       | スペイン                           |
| 290 | 5月16日  | 鉄拳                                                             | アメリカ合衆国・ロサンゼルス       |
| 291 | 5月23日  | マギー                                                           | カナダ・ハリファックス             |
| 292 | 5月30日  | 高橋茂雄 （VTR出演のみ - 八木真澄）                              | タイ・バンコク                     |
| 293 | 6月6日   | BENI                                                             | アメリカ合衆国・カリフォルニア     |
| 294 | 6月13日  | 光浦靖子 （VTR出演のみ - 仲川遥香、メロディー、ナビラ（JKT48）） | インドネシア・ジャカルタ           |
| 295 | 6月20日  | TAKAHIRO                                                         | アメリカ合衆国・ニューヨーク       |
| 296 | 6月27日  | 篠田麻里子                                                       | スペイン・イビサ島                 |
| 297 | 7月4日   | 戸田奈津子                                                       | イギリス・ロンドン                 |
| 298 | 7月11日  | クリス・ハート                                                   | アメリカ合衆国・サンフランシスコ   |
| 299 | 7月18日  | 岸谷香                                                           | イギリス・リバプール               |
| 300 | 7月25日  | 少女時代                                                         | 韓国・ソウル                       |
| 301 | 8月1日   | ミッツ・マングローブ                                             | イギリス・ロンドン                 |
| 302 | 8月8日   | 小椋久美子 （VTR出演のみ - 潮田玲子）                            | スコットランド・グラスゴー         |
| 303 | 8月15日  | 中島誠之助                                                       | シンガポール                       |
| 304 | 8月22日  | 北斗晶                                                           | メキシコ                           |
| 305 | 8月29日  | 瀧本美織                                                         | イタリア・ベネチア                 |
| 306 | 9月5日   | 滝藤賢一                                                         | イタリア・シチリア                 |
| 307 | 9月12日  | 道重さゆみ                                                       | アメリカ合衆国・ハワイ（オアフ島） |
| 308 | 9月19日  | 吉田栄作                                                         | アメリカ合衆国・ロサンゼルス       |
| 309 | 9月26日  | 葛西紀明                                                         | フィンランド                       |
| 310 | 10月3日  | 香川照之 （VTR出演のみ #310 - 具志堅用高）                       | 7年目突入SP イギリス・ロンドン     |
| 311 | 10月10日 | 香川照之 （VTR出演のみ #310 - 具志堅用高）                       | フランス                           |
| 312 | 10月17日 | 高岡早紀                                                         | アメリカ合衆国・ハワイ（ハワイ島） |
| 313 | 10月24日 | 陣内智則                                                         | アメリカ合衆国・ラスベガス         |
| 314 | 10月31日 | 優香                                                             | アメリカ合衆国・ニューヨーク       |
| 315 | 11月7日  | 遠藤憲一 （VTR出演のみ - JKT48）                                 | インドネシア・ジャカルタ           |
| 316 | 11月14日 | Ami （VTR出演のみ - Aya）                                        | アメリカ合衆国・ハワイ（オアフ島） |
| 317 | 11月21日 | 二階堂ふみ                                                       | イギリス・ロンドン                 |
| 318 | 11月28日 | 一青窈                                                           | 台湾                               |
| 319 | 12月5日  | 西野カナ                                                         | ジャマイカ                         |
| 320 | 12月12日 | 設楽洋                                                           | アメリカ合衆国・ロサンゼルス       |
| 321 | 12月19日 | 森星                                                             | アメリカ合衆国・アリゾナ           |
| 322 | 12月26日 | 仲川遥香                                                         | インドネシア・ジャカルタ           |

| ＃  | 放送日   | ゲスト                                                | アナザースカイ                     |
| --- | -------- | ----------------------------------------------------- | ---------------------------------- |
| 323 | 1月2日   | 辻井伸行                                              | ドイツ・ベルリン                   |
| 324 | 1月9日   | はるな愛                                              | タイ                               |
| 325 | 1月16日  | 相武紗季                                              | アメリカ合衆国・サンフランシスコ   |
| 326 | 1月23日  | 青木定治                                              | フランス・パリ                     |
| 327 | 1月30日  | 中島美嘉                                              | アメリカ合衆国・ニューヨーク       |
| 328 | 2月6日   | 中野美奈子                                            | シンガポール                       |
| 329 | 2月13日  | 佐々木希                                              | アメリカ合衆国・ハワイ             |
| 330 | 2月20日  | 秋元康                                                | イギリス・ロンドン                 |
| 331 | 2月27日  | 永作博美                                              | 台湾                               |
| 332 | 3月6日   | 大久保嘉人                                            | スペイン・マジョルカ島             |
| 333 | 3月13日  | 大屋夏南                                              | フランス・パリ                     |
| 334 | 3月20日  | 武藤敬司                                              | アメリカ合衆国・タンパ             |
| 335 | 3月27日  | 上村愛子                                              | カナダ                             |
| 336 | 4月3日   | 田中みな実                                            | アメリカ合衆国・ニューヨーク       |
| 337 | 4月10日  | ざわちん                                              | フィリピン                         |
| 338 | 4月17日  | 梨花                                                  | アメリカ合衆国・ハワイ（オアフ島） |
| 339 | 4月24日  | 竹内智香                                              | スイス                             |
| 340 | 5月1日   | 勝地涼                                                | イギリス・ロンドン                 |
| 341 | 5月8日   | 市川紗椰                                              | ハンガリー・ブダペスト             |
| 342 | 5月15日  | Crystal Kay                                           | 韓国                               |
| 343 | 5月22日  | 丸山敬太 （VTR出演のみ - 高田賢三）                   | フランス・パリ                     |
| 344 | 5月29日  | 山本彩 （VTR出演のみ - 上西恵、小谷里歩、須藤凜々花） | 香港                               |
| 345 | 6月5日   | May J.                                                | アメリカ合衆国・ロサンゼルス       |
| 346 | 6月12日  | シシド・カフカ                                        | アルゼンチン・ブエノスアイレス     |
| 347 | 6月19日  | 湊かなえ                                              | トンガ                             |
| 348 | 6月26日  | DaiGo                                                 | イギリス・オックスフォード         |
| 349 | 7月3日   | 三上博史 （VTR出演のみ - テレンス・スタンプ）         | イタリア・ローマ                   |
| 350 | 7月10日  | 藤森慎吾                                              | 香港                               |
| 351 | 7月17日  | 藤木直人                                              | イギリス・ロンドン                 |
| 352 | 7月24日  | 青木愛                                                | オーストラリア・メルボルン         |
| 353 | 7月31日  | 吉田羊                                                | 台湾                               |
| 354 | 8月7日   | 吉田都                                                | イギリス・ロンドン                 |
| 355 | 8月14日  | パンツェッタ・ジローラモ                              | イタリア・ナポリ                   |
| 356 | 8月21日  | ヒロミ                                                | アメリカ合衆国・ハワイ（オアフ島） |
| 357 | 8月28日  | 高良健吾                                              | アイスランド                       |
| 358 | 9月4日   | ドン小西                                              | イギリス・ロンドン                 |
| 359 | 9月11日  | MEGBABY                                               | 韓国・ソウル                       |
| 360 | 9月18日  | 中村江里子                                            | フランス・パリ                     |
| 361 | 9月25日  | 三遊亭円楽                                            | アメリカ合衆国・ハワイ             |
| 362 | 10月2日  | 柴咲コウ                                              | 7周年SP マルタ                     |
| 363 | 10月9日  | 柴咲コウ                                              | イギリス・ロンドン                 |
| 364 | 10月16日 | 田崎真也                                              | フランス・ブルゴーニュ             |
| 365 | 10月23日 | 森公美子                                              | イタリア・ミラノ                   |
| 366 | 10月30日 | 髙嶋政宏                                              | オランダ・デン-ハーグ              |
| 367 | 11月6日  | 佐藤オオキ                                            | イタリア・ミラノ                   |
| 368 | 11月13日 | 篠原ともえ                                            | アメリカ合衆国・ニューヨーク       |
| 369 | 11月20日 | 広瀬アリス                                            | モンゴル                           |
| 370 | 11月27日 | 前園真聖                                              | 韓国                               |
| 371 | 12月4日  | 見城徹                                                | アメリカ合衆国・ハワイ（ホノルル） |
| 372 | 12月11日 | 見城徹                                                | アメリカ合衆国・ハワイ（ホノルル） |
| 373 | 12月18日 | 坂上忍                                                | 韓国・ソウル                       |
| 374 | 12月25日 | 中田敦彦                                              | インドネシア・バリ島               |

| ＃  | 放送日   | ゲスト        | アナザースカイ                     |
| --- | -------- | ------------- | ---------------------------------- |
| 375 | 1月8日   | 佐渡裕        | オーストリア・ウィーン             |
| 376 | 1月15日  | miwa          | アメリカ合衆国・ロサンゼルス       |
| 377 | 1月22日  | 佐藤栞里      | アメリカ合衆国・ハワイ（ホノルル） |
| 378 | 1月29日  | 片岡鶴太郎    | フランス・パリ                     |
| 379 | 2月5日   | 小山薫堂      | アメリカ合衆国・ニューヨーク       |
| 380 | 2月12日  | 鈴木亮平      | カンボジア                         |
| 381 | 2月19日  | 野村忠宏      | アメリカ合衆国・サンフランシスコ   |
| 382 | 2月26日  | 田中麗奈      | 台湾                               |
| 383 | 3月4日   | 山崎直子      | 1時間SP アメリカ合衆国・フロリダ   |
| 384 | 3月11日  | 郷ひろみ      | アメリカ合衆国・ニューヨーク       |
| 385 | 3月18日  | 橋本マナミ    | オーストラリア・ケアンズ           |
| 386 | 3月25日  | 多部未華子    | アメリカ合衆国・ロサンゼルス       |
| 387 | 4月1日   | 綾部祐二      | アメリカ合衆国・ニューヨーク       |
| 388 | 4月8日   | 山本昌        | アメリカ合衆国・フロリダ           |
| 389 | 4月15日  | EXILE ATSUSHI | アメリカ合衆国・ハワイ（オアフ島） |
| 390 | 4月22日  | 高畑裕太      | イタリア・ミラノ                   |
| 391 | 4月29日  | 生瀬勝久      | アメリカ合衆国・カリフォルニア     |
| 392 | 5月6日   | 猪子寿之      | シンガポール                       |
| 393 | 5月13日  | 宮川大輔      | キューバ                           |
| 394 | 5月20日  | 仲宗根梨乃    | アメリカ合衆国・ロサンゼルス       |
| 395 | 5月27日  | 山﨑賢人      | イギリス・ロンドン                 |
| 396 | 6月3日   | 祐真キキ      | アメリカ合衆国・ロサンゼルス       |
| 397 | 6月10日  | 尾上松也      | イギリス・ロンドン                 |
| 398 | 6月17日  | 西野七瀬      | フランス・パリ                     |
| 399 | 6月24日  | 駿河太郎      | イギリス・ロンドン                 |
| 400 | 7月1日   | 長友佑都      | イタリア・ミラノ                   |
| 401 | 7月8日   | 野村周平      | 台湾                               |
| 402 | 7月15日  | 布袋寅泰      | ドイツ・ベルリン                   |
| 403 | 7月22日  | 三浦翔平      | アメリカ合衆国・ラスベガス         |
| 404 | 7月29日  | 長谷川博己    | スペイン・バルセロナ               |
| 405 | 8月5日   | 中条あやみ    | イギリス・ヨーク                   |
| 406 | 8月12日  | 佐々木則夫    | ポルトガル・アルガルベ             |
| 407 | 8月19日  | 澤穂希        | アメリカ合衆国・デンバー           |
| 408 | 8月26日  | 黒田エイミ    | イギリス・ブライトン               |
| 409 | 9月2日   | 中園ミホ      | フランス・ドーヴィル               |
| 410 | 9月9日   | ラブリ        | フィリピン                         |
| 411 | 9月16日  | デューク更家  | モナコ公国・モンテカルロ           |
| 412 | 9月23日  | 高梨臨        | アメリカ合衆国・ハワイ（オアフ島） |
| 413 | 9月30日  | 片岡愛之助    | スペイン・マドリード               |
| 414 | 10月7日  | 宮根誠司      | 1時間SP 韓国・ソウル               |
| 415 | 10月14日 | 水原希子      | 香港                               |
| 416 | 10月21日 | 橋本愛        | イギリス・ロンドン                 |
| 417 | 10月28日 | 新妻聖子      | タイ・バンコク                     |
| 418 | 11月4日  | 高畑充希      | アメリカ合衆国・ロサンゼルス       |
| 419 | 11月11日 | 山崎まさよし  | アメリカ合衆国・ニューヨーク       |
| 420 | 11月18日 | 島崎遥香      | タイ・バンコク                     |
| 421 | 11月25日 | Chara         | アメリカ合衆国・ニューヨーク       |
| 422 | 12月2日  | 中丸雄一      | アメリカ合衆国・ハワイ（オアフ島） |
| 423 | 12月9日  | 羽根田卓也    | スロバキア・ブラチスラヴァ         |
| 424 | 12月16日 | 小室哲哉      | イギリス・ロンドン                 |
| 425 | 12月23日 | 前川泰之      | イタリア・ミラノ                   |

| ＃  | 放送日   | ゲスト                                       | アナザースカイ                       |
| --- | -------- | -------------------------------------------- | ------------------------------------ |
| 426 | 1月6日   | 篠原涼子                                     | 台湾                                 |
| 427 | 1月13日  | 山本耕史                                     | アメリカ合衆国・ニューヨーク         |
| 428 | 1月20日  | 隈研吾                                       | 中国・北京                           |
| 429 | 1月27日  | 勝村政信                                     | スペイン・マドリード                 |
| 430 | 2月3日   | 福田朋夏                                     | バハマ・ナッソー                     |
| 431 | 2月10日  | 新川優愛                                     | アメリカ合衆国・ハワイ（オアフ島）   |
| 432 | 2月17日  | 柄本佑                                       | ポルトガル・リスボン                 |
| 433 | 2月24日  | 山崎育三郎                                   | アメリカ合衆国・ミズーリ             |
| 434 | 3月3日   | 蜷川実花                                     | メキシコ・メキシコシティー           |
| 435 | 3月10日  | 桐谷美玲                                     | フランス・パリ                       |
| 436 | 3月17日  | EXILE ÜSA                                    | キューバ                             |
| 437 | 3月24日  | 知英                                         | アメリカ合衆国・ロサンゼルス         |
| 438 | 3月31日  | 花田優一                                     | イタリア・フィレンツェ               |
| 439 | 4月7日   | 加藤綾子                                     | スイス・グリンデルワルト             |
| 440 | 4月14日  | ヤマザキマリ                                 | フランス・パリ                       |
| 441 | 4月21日  | 藤井隆                                       | ギリシャ・クレタ島                   |
| 442 | 4月28日  | 秋元梢                                       | フランス・パリ                       |
| 443 | 5月5日   | 山本美月                                     | ドイツ                               |
| 444 | 5月12日  | 挾土秀平                                     | アメリカ合衆国・アリゾナ             |
| 445 | 5月19日  | 斎藤司                                       | イギリス・ロンドン                   |
| 446 | 5月26日  | 長谷川穂積                                   | タイ・バンコク                       |
| 447 | 6月2日   | 春香クリスティーン                           | スイス・チューリッヒ                 |
| 448 | 6月9日   | VERBAL                                       | アメリカ合衆国・ロサンゼルス         |
| 449 | 6月16日  | AI                                           | イタリア                             |
| 450 | 6月23日  | 本田翼                                       | スペイン・バルセロナ                 |
| 451 | 6月30日  | 松田丈志                                     | オーストラリア・ゴールドコースト     |
| 452 | 7月7日   | 錦戸亮                                       | アメリカ合衆国・ハワイ（オアフ島）   |
| 453 | 7月14日  | 小島瑠璃子                                   | アメリカ合衆国・アラバマ             |
| 454 | 7月21日  | 林家たい平                                   | スペイン・マドリード                 |
| 455 | 7月28日  | 北村一輝                                     | オーストラリア                       |
| 456 | 8月4日   | 木村沙織                                     | スイス・モントルー                   |
| 457 | 8月11日  | 反町隆史                                     | ネパール・エベレスト                 |
| 458 | 8月18日  | 稲森いずみ                                   | アメリカ合衆国・テキサス             |
| 459 | 8月25日  | 平井堅                                       | アメリカ合衆国・ニューヨーク         |
| 460 | 9月1日   | 古坂大魔王                                   | 台湾                                 |
| 461 | 9月8日   | すみれ                                       | アメリカ合衆国・ハワイ（ハワイカイ） |
| 462 | 9月15日  | 草刈民代                                     | ルーマニア・ブカレスト               |
| 463 | 9月22日  | 松島花                                       | フランス・パリ                       |
| 464 | 9月29日  | 行定勲                                       | 台湾                                 |
| 465 | 10月6日  | 宮尾俊太郎 LIZA 長谷川潤 岸本セシル 瀧本美織 | 10年目突入SP                         |
| 466 | 10月13日 | 宮尾俊太郎 LIZA 長谷川潤 岸本セシル 瀧本美織 | 10年目突入SP                         |
| 467 | 10月20日 | 小嶋陽菜                                     | アメリカ合衆国・ハワイ（オアフ島）   |
| 468 | 10月27日 | 登坂絵莉                                     | カナダ                               |
| 469 | 11月3日  | 高嶋ちさ子                                   | アメリカ合衆国・コネチカット         |
| 470 | 11月10日 | 高橋智隆                                     | アメリカ合衆国・ロサンゼルス         |
| 471 | 11月17日 | 鈴木浩介                                     | インド・コチ                         |
| 472 | 11月24日 | 梅沢富美男                                   | 韓国・ソウル                         |
| 473 | 12月1日  | 青山テルマ                                   | アメリカ合衆国・ロサンゼルス         |
| 474 | 12月8日  | 仲里依紗                                     | スウェーデン・ストックホルム         |
| 475 | 12月15日 | RENA                                         | アメリカ合衆国・ラスベガス           |
| 476 | 12月22日 | 内村航平                                     | イギリス・ロンドン                   |

| ＃  | 放送日   | ゲスト               | アナザースカイ                                 |
| --- | -------- | -------------------- | ---------------------------------------------- |
| 477 | 1月5日   | 永井豪               | イタリア・ローマ                               |
| 478 | 1月12日  | 森本千絵             | エストニア・タリン                             |
| 479 | 1月19日  | AYA                  | アメリカ合衆国・ロサンゼルス                   |
| 480 | 1月26日  | 波瑠                 | タイ・プーケット                               |
| 481 | 2月2日   | 小塚拓矢             | パプアニューギニア・ポートモレスビー           |
| 482 | 2月9日   | 久本雅美             | シンガポール                                   |
| 483 | 2月16日  | 佐藤オオキ           | イタリア・ミラノ                               |
| 484 | 2月23日  | りゅうちぇる         | グアム・グアム島                               |
| 485 | 3月2日   | 大杉漣               | 韓国                                           |
| 486 | 3月9日   | 黒島結菜             | 台湾                                           |
| 487 | 3月16日  | 高見沢俊彦           | イタリア・フィレンツェ                         |
| 488 | 3月23日  | 伊達公子             | 2週連続SP イギリス・ロンドン                   |
| 489 | 3月30日  | 伊達公子             | 2週連続SP イギリス・ロンドン                   |
| 490 | 4月6日   | 中村仁美             | クロアチア                                     |
| 491 | 4月13日  | 清塚信也             | ポーランド・ワルシャワ                         |
| 492 | 4月20日  | 陳建一               | 中国・四川省                                   |
| 493 | 4月27日  | 森山未來             | スウェーデン・ストックホルム                   |
| 494 | 5月4日   | 木下優樹菜           | アメリカ合衆国・ハワイ（オアフ島）             |
| 495 | 5月11日  | 堀江貴文             | タイ・バンコク                                 |
| 496 | 5月18日  | 若槻千夏             | アメリカ合衆国・ロサンゼルス                   |
| 497 | 5月25日  | 今市隆二             | アメリカ合衆国・ロサンゼルス                   |
| 498 | 6月1日   | 今井美樹             | フランス・パリ                                 |
| 499 | 6月8日   | 畠山愛理             | ロシア・サンクトペテルブルグ                   |
| 500 | 6月15日  | 見城徹 渡部建        | 放送500回記念SP                                |
| 501 | 6月22日  | 藤田ニコル           | ニュージーランド・オークランド                 |
| 502 | 6月29日  | 那須川天心           | タイ・バンコク                                 |
| 503 | 7月6日   | 渡部暁斗             | オーストリア・ゼーフェルト                     |
| 504 | 7月13日  | 室屋義秀             | リトアニア・ヴィリニュス                       |
| 505 | 7月20日  | 白石麻衣             | アメリカ合衆国・カリフォルニア（サンディエゴ） |
| 506 | 7月27日  | 長嶋一茂             | アメリカ合衆国・ハワイ（オアフ島）             |
| 507 | 8月3日   | 川島良彰             | エルサルバドル・サンサルバドル                 |
| 508 | 8月10日  | みやぞん             | スペイン・バルセロナ                           |
| 509 | 8月17日  | きゃりーぱみゅぱみゅ | アメリカ合衆国・ロサンゼルス                   |
| 510 | 8月24日  | 花田優一             | イタリア・フィレンツェ                         |
| 511 | 8月31日  | 友近                 | アメリカ合衆国・サンフランシスコ               |
| 512 | 9月7日   | 安田顕               | イギリス・リバプール                           |
| 513 | 9月14日  | ゆりやんレトリィバァ | アメリカ合衆国・ニューヨーク                   |
| 514 | 9月21日  | オカダ・カズチカ     | メキシコ・メキシコシティー                     |
| 515 | 9月28日  | 大石絵理             | イギリス・ロンドン                             |
| 516 | 10月5日  | IKKO                 | 韓国・ソウル                                   |
| 517 | 10月12日 | 剛力彩芽             | フランス・パリ                                 |
| 518 | 10月19日 | 福士蒼汰             | アメリカ合衆国・ニューヨーク                   |
| 519 | 10月26日 | 後藤真希             | アメリカ合衆国・ニューヨーク                   |
| 520 | 11月2日  | ビビる大木           | スコットランド・エディンバラ                   |
| 521 | 11月9日  | 小籔千豊             | アメリカ合衆国・ニューヨーク                   |
| 522 | 11月16日 | EXILE AKIRA          | イギリス・ロンドン                             |
| 523 | 11月23日 | 山下智久             | アメリカ合衆国・ロサンゼルス                   |
| 524 | 11月30日 | 中山秀征             | フランス・パリ                                 |
| 525 | 12月7日  | 菅原小春             | ノルウェー・オスロ                             |
| 526 | 12月14日 | 福田雄一             | アメリカ合衆国・ハワイ（オアフ島）             |
| 527 | 12月21日 | Xmas SP 2018年総集編 | Xmas SP 2018年総集編                           |
| 528 | 12月28日 | 加藤英明             | ウズベキスタン・タシュケント                   |

| ＃  | 放送日  | ゲスト                               | アナザースカイ                     |
| --- | ------- | ------------------------------------ | ---------------------------------- |
| 529 | 1月4日  | 植野広⽣                             | スペイン・バルセロナ               |
| 530 | 1月11日 | 電気グルーヴ（石野卓球、ピエール瀧） | ドイツ・ベルリン                   |
| 531 | 1月18日 | 北川悦吏子                           | イタリア・ヴェローナ               |
| 532 | 1月25日 | 古市憲寿                             | ノルウェー・オスロ                 |
| 533 | 2月1日  | ブルゾンちえみ                       | フィリピン・マニラ                 |
| 534 | 2月8日  | 登坂広臣                             | フランス・パリ                     |
| 535 | 2月15日 | 葵わかな                             | アメリカ合衆国・アリゾナ（セドナ） |
| 536 | 2月22日 | 坂上忍                               | 韓国・ソウル                       |
| 537 | 3月1日  | 川口能活                             | デンマーク・コペンハーゲン         |
| 538 | 3月8日  | 齋藤飛鳥                             | イギリス・ロンドン                 |
| 539 | 3月15日 | 長嶋一茂 長谷川潤                    | ハワイSP                           |
| 540 | 3月22日 | 今田耕司                             | 韓国・釜山                         |
| 541 | 3月29日 | 中条あやみ                           | 韓国・ソウル                       |

### アナザースカイII
| ＃  | 放送日   | ゲスト                            | アナザースカイ                    | 備考     |
| --- | -------- | --------------------------------- | --------------------------------- | -------- |
| 542 | 4月5日   | 米倉涼子                          | スペイン・バルセロナ              | [ † 1 ]  |
| 543 | 4月12日  | 米倉涼子                          | スペイン・バルセロナ              | [ † 2 ]  |
| 544 | 4月19日  | 西野亮廣                          | ラオス                            | [ † 3 ]  |
| 545 | 4月26日  | 山﨑賢人                          | 中国                              | [ † 4 ]  |
| 546 | 5月3日   | 横山由依                          | イギリス・ロンドン                | [ † 5 ]  |
| 547 | 5月10日  | ジェジュン                        | 中国・香港                        | [ † 6 ]  |
| 548 | 5月17日  | 飯豊まりえ                        | スペイン・アンダルシア            | [ † 7 ]  |
| 549 | 5月24日  | 又吉直樹                          | インド                            | [ † 8 ]  |
| 550 | 5月31日  | 今田美桜                          | 日本・福岡、沖縄                  | [ † 9 ]  |
| 551 | 6月7日   | モーリー・ロバートソン            | アメリカ合衆国・ハーバード大学    | [ † 10 ] |
| 552 | 6月14日  | 森星                              | アメリカ合衆国・ニューヨーク      | [ † 11 ] |
| 553 | 6月21日  | 間宮祥太朗                        | 南アフリカ共和国                  | [ † 12 ] |
| 554 | 6月28日  | 伊藤健太郎                        | アメリカ合衆国・ユタ              | [ † 13 ] |
| 555 | 7月5日   | 岡田結実                          | オーストラリア・ゴールドコースト  | [ † 14 ] |
| 556 | 7月12日  | BEGIN                             | 島SP 日本・沖縄（石垣島）         | [ † 15 ] |
| 557 | 7月19日  | BEGIN                             | 島SP 日本・沖縄（石垣島）         | [ † 16 ] |
| 558 | 7月26日  | 勝地涼                            | イギリス・ロンドン                | [ † 17 ] |
| 559 | 8月2日   | YOU                               | フランス・パリ                    | [ † 18 ] |
| 560 | 8月9日   | 横浜流星                          | 中国・香港                        | [ † 19 ] |
| 561 | 8月16日  | 新田真剣佑                        | スペイン・シッチェス              | [ † 20 ] |
| 562 | 8月23日  | 橋本環奈                          | ドイツ・ハノーファー              | [ † 21 ] |
| 563 | 8月30日  | 渡部建                            | 日本・石川                        | [ † 22 ] |
| 564 | 9月6日   | 井上尚弥                          | アメリカ合衆国・ラスベガス        | [ † 23 ] |
| 565 | 9月13日  | 世界の美食 未公開映像SP           | 世界の美食 未公開映像SP           | [ † 24 ] |
| 566 | 9月20日  | 舘ひろし                          | ニュージーランド                  | [ † 25 ] |
| 567 | 9月27日  | 松岡茉優                          | オランダ                          | [ † 26 ] |
| 568 | 10月4日  | ヒロミ                            | イタリア                          | [ † 27 ] |
| 569 | 10月11日 | 生田斗真                          | キューバ                          | [ † 28 ] |
| 570 | 10月18日 | 杉咲花                            | フランス・カンヌ                  | [ † 29 ] |
| 571 | 10月25日 | 石田ゆり子                        | フランス・パリ                    | [ † 30 ] |
| 572 | 11月1日  | 市川紗椰                          | メキシコ                          | [ † 31 ] |
| 573 | 11月8日  | 尾上菊之助                        | ギリシャ                          | [ † 32 ] |
| 574 | 11月15日 | SHELLY                            | アメリカ合衆国・グレンカーボン    | [ † 33 ] |
| 575 | 11月22日 | 出川哲朗                          | クロアチア                        | [ † 34 ] |
| 576 | 11月29日 | 前田裕二                          | アメリカ合衆国・ニューヨーク      | [ † 35 ] |
| 577 | 12月6日  | 浜辺美波                          | イタリア・サルデーニャ島          | [ † 36 ] |
| 578 | 12月13日 | 田村優                            | 日本・沖縄                        | [ † 37 ] |
| 579 | 12月20日 | 2019年お買い物・未公開映像 特別編 | 2019年お買い物・未公開映像 特別編 |          |
| 580 | 12月27日 | ヒロシ                            | パラオ                            | [ † 38 ] |

| ＃  | 放送日   | ゲスト                         | アナザースカイ                 | 備考     |
| --- | -------- | ------------------------------ | ------------------------------ | -------- |
| 581 | 1月10日  | 堀田茜                         | アメリカ合衆国・アラスカ       | [ † 39 ] |
| 582 | 1月17日  | ROLAND                         | 中国・上海                     | [ † 40 ] |
| 583 | 1月24日  | 矢野未希子                     | アメリカ合衆国・ハワイ         | [ † 41 ] |
| 584 | 1月31日  | 大沢たかお                     | イギリス・ロンドン             | [ † 42 ] |
| 585 | 2月7日   | タカアンドトシ                 | 日本・北海道（札幌）           | [ † 43 ] |
| 586 | 2月14日  | タカアンドトシ                 | 日本・北海道（札幌）           | [ † 43 ] |
| 587 | 2月21日  | 斎藤工 （VTR出演のみ - 永野）  | フランス・パリ                 | [ † 44 ] |
| 588 | 2月28日  | 風間俊介                       | アメリカ合衆国・フロリダ       | [ † 45 ] |
| 589 | 3月6日   | 岸田周三                       | フランス・パリ                 | [ † 46 ] |
| 590 | 3月13日  | 白濱亜嵐                       | フィリピン                     | [ † 47 ] |
| 591 | 3月20日  | 桜井日奈子                     | 韓国・ソウル                   | [ † 48 ] |
| 592 | 3月27日  | 水卜麻美                       | イギリス                       | [ † 49 ] |
| 593 | 4月3日   | 柴田理恵                       | 日本・北海道（知床）           | [ † 50 ] |
| 594 | 4月10日  | MIYAVI                         | アメリカ合衆国・ロサンゼルス   | [ † 51 ] |
| 595 | 4月17日  | 世界の絶景SP                   | 世界の絶景SP                   |          |
| 596 | 4月24日  | 小山薫堂                       | 日本・京都                     | [ † 52 ] |
| 597 | 5月1日   | 山口智充                       | 日本・鹿児島（奄美大島）       | [ † 53 ] |
| 598 | 5月8日   | 頑張れ日本SP・日本総集編       | 頑張れ日本SP・日本総集編       | [ † 54 ] |
| 599 | 5月15日  | アメリカ応援SP・アメリカ総集編 | アメリカ応援SP・アメリカ総集編 |          |
| 600 | 5月22日  | 冨永愛                         | フランス・パリ                 | [ † 55 ] |
| 601 | 5月29日  | 人気俳優SP                     | 人気俳優SP                     |          |
| 602 | 6月5日   | イタリア応援SP                 | イタリア応援SP                 | [ † 56 ] |
| 603 | 6月12日  | 柴田英嗣                       | 日本・沖縄（西表島）           | [ † 57 ] |
| 604 | 6月19日  | ウエンツ瑛士                   | イギリス・ロンドン             | [ † 58 ] |
| 605 | 6月26日  | IKKO                           | 韓国                           | [ † 59 ] |
| 606 | 7月3日   | 世界の秘境SP                   | 世界の秘境SP                   | [ † 60 ] |
| 607 | 7月10日  | 松浦勝人                       | アメリカ合衆国・ハワイ         | [ † 61 ] |
| 608 | 7月17日  | 今日から俺はSP!!               | 今日から俺はSP!!               |          |
| 609 | 7月24日  | 後藤輝基                       | イタリア                       |          |
| 610 | 7月31日  | ニコライ・バーグマン           | 日本・福岡（太宰府天満宮）     | [ † 62 ] |
| 611 | 8月7日   | 本橋麻里                       | 日本・北海道（北見）           | [ † 63 ] |
| 612 | 8月14日  | ミルクボーイ                   | 日本・大阪                     | [ † 64 ] |
| 613 | 8月21日  | ジャニーズSP                   | ジャニーズSP                   |          |
| 614 | 8月28日  | 氷川きよし                     | 日本・神奈川（箱根）           | [ † 65 ] |
| 615 | 9月4日   | 武田真治                       | 日本・鹿児島                   | [ † 66 ] |
| 616 | 9月11日  | アナウンサーSP                 | アナウンサーSP                 |          |
| 617 | 9月18日  | 西川貴教                       | 日本・滋賀                     | [ † 67 ] |
| 618 | 9月25日  | 森泉                           | 日本・千葉（南房総）           | [ † 68 ] |
| 619 | 10月2日  | 北乃きい                       | 日本・北海道（小樽）           | [ † 69 ] |
| 620 | 10月9日  | 佐々木希                       | 日本・秋田                     | [ † 70 ] |
| 621 | 10月16日 | 田村淳                         | 日本・福岡（那珂川）           | [ † 71 ] |
| 622 | 10月23日 | 田村淳                         | 日本・福岡（那珂川）           |          |
| 623 | 10月30日 | 世界の学校SP                   | 世界の学校SP                   |          |
| 624 | 11月6日  | 三浦瑠麗                       | 日本・長野（軽井沢）           | [ † 72 ] |
| 625 | 11月13日 | 中川家                         | 日本・大阪                     | [ † 73 ] |
| 626 | 11月20日 | 高橋由伸                       | 日本・宮崎                     | [ † 74 ] |
| 627 | 11月27日 | 木下ほうか                     | 日本・京都                     | [ † 75 ] |
| 628 | 12月4日  | 3時のヒロイン                  | 日本・熊本 / 東京 / 大阪       | [ † 76 ] |
| 629 | 12月11日 | 大泉洋                         | 日本・四国                     | [ † 77 ] |
| 630 | 12月18日 | 大泉洋                         | 日本・四国                     |          |
| 631 | 12月25日 | アスリートSP サッカー編        | アスリートSP サッカー編        |          |

| ＃  | 放送日  | ゲスト                                | アナザースカイ         | 備考      |
| --- | ------- | ------------------------------------- | ---------------------- | --------- |
| 632 | 1月8日  | 寺島しのぶ （VTRのみ出演 - 寺島眞秀） | 日本・沖縄             | [ † 78 ]  |
| 633 | 1月15日 | 厚切りジェイソン                      | 日本・神奈川（厚木）   | [ † 79 ]  |
| 634 | 1月22日 | 岩田剛典                              | 日本・愛知（名古屋）   | [ † 80 ]  |
| 635 | 1月29日 | 伊原六花                              | 日本・兵庫             | [ † 81 ]  |
| 636 | 2月5日  | 前田裕二                              | 日本・東京             | [ † 82 ]  |
| 637 | 2月12日 | 神田伯山                              | 日本・佐賀             | [ † 83 ]  |
| 638 | 2月19日 | 隈研吾                                | 日本・高知（梼原）     | [ † 84 ]  |
| 639 | 2月26日 | オアシズ                              | インド／ インドネシア  | [ 注 11 ] |
| 640 | 3月5日  | 児嶋一哉                              | 日本・東京             | [ † 85 ]  |
| 641 | 3月12日 | 女優SP                                | 女優SP                 |           |
| 642 | 3月19日 | 飯田将太                              | 日本・神奈川（湯河原） | [ † 86 ]  |
| 643 | 3月26日 | 広瀬アリス卒業SP                      | 広瀬アリス卒業SP       |           |

### アナザースカイ（パート3）
| ＃  | 放送日  | ゲスト                 | アナザースカイ               | 備考                |
| --- | ------- | ---------------------- | ---------------------------- | ------------------- |
| 644 | 4月16日 | 市川猿之助             | 日本・神奈川（横浜）         | [ † 87 ]            |
| 645 | 4月23日 | 市川猿之助             | 日本・東京（銀座）           | [ † 88 ]            |
| 646 | 4月30日 | 武尊                   | 日本・鳥取（米子）           | [ † 89 ]            |
| 647 | 5月7日  | 武尊                   | 日本・東京（町田）           | [ † 90 ]            |
| 648 | 5月14日 | 尾野真千子             | 日本・沖縄（今帰仁村）       | [ † 91 ]            |
| 649 | 5月21日 | 尾野真千子             | 日本・沖縄（今帰仁村）       | [ † 92 ]            |
| 650 | 5月28日 | 小松美羽               | 日本・三重（伊勢神宮）       | [ † 93 ]            |
| 651 | 6月4日  | 小松美羽               | 日本・島根（出雲大社）       | [ † 93 ]            |
| 652 | 6月11日 | 鈴木香里武             | 日本・静岡（沼津）           | [ † 94 ]            |
| 653 | 6月18日 | 生見愛瑠               | 日本・東京（原宿）           | [ † 95 ]            |
| 654 | 6月25日 | 生見愛瑠               | 日本・愛知                   | [ † 95 ]            |
| 655 | 7月2日  | 日本の絶景SP           | 日本の絶景SP                 |                     |
| 656 | 7月9日  | 王林                   | 日本・青森                   | [ † 96 ]            |
| 657 | 7月16日 | 立川志らく             | 日本・宮城（仙台）           | [ † 97 ]            |
| 658 | 7月23日 | 立川志らく             | 日本・宮城（仙台）           | [ † 97 ]            |
| 659 | 7月30日 | 佐藤晴美               | アメリカ合衆国・ロサンゼルス | [ † 98 ]            |
| 659 | 7月30日 | 岩本乃蒼               | スペイン・ジローナ           | [ † 99 ]            |
| 660 | 8月13日 | 佐久間宣行             | 日本・東京                   | [ † 100 ]           |
| 661 | 8月20日 | ホラン千秋             | 日本・岐阜                   | [ † 101 ]           |
| 662 | 8月27日 | ファーストサマーウイカ | 日本・大阪                   | [ † 102 ]           |
| 663 | 9月3日  | 鈴木おさむ             | 日本・三重（伊勢）           | [ † 103 ]           |
| 664 | 9月10日 | 神田愛花               | 日本・福岡                   | [ † 104 ]           |
| 665 | 9月17日 | 佐藤晴美               | 日本・山形                   | [ † 105 ]           |
| 666 | 9月24日 | 中岡創一               | 日本・愛知（豊田）           | [ † 106 ] [ 注 13 ] |
| 667 | 10月1日 | 今田耕司               | 日本・東京                   | [ † 107 ] [ 注 14 ] |

- 2021年8月6日は2020年東京オリンピック関連番組のため休止。

### アナザースカイ復活SP
| ＃  | 放送日  | ゲスト   | アナザースカイ               | 備考 |
| --- | ------- | -------- | ---------------------------- | ---- |
| 668 | 6月12日 | ローラ   | アメリカ合衆国・ロサンゼルス |      |
| 668 | 6月12日 | 大平修蔵 | フランス・パリ               |      |

### Google Pixel Presents ANOTHER SKY

#### 2022年
| ＃  | 放送日   | ゲスト          | アナザースカイ               | 備考      |
| --- | -------- | --------------- | ---------------------------- | --------- |
| 669 | 10月7日  | UTA（内田雅樂） | アメリカ合衆国・フロリダ州   | [ † 108 ] |
| 670 | 10月14日 | 松丸亮吾        | オランダ                     | [ † 109 ] |
| 671 | 10月21日 | IMALU           | 日本・奄美大島               | [ † 110 ] |
| 672 | 10月28日 | 横浜流星        | フランス・パリ               | [ † 111 ] |
| 673 | 11月4日  | 梶裕貴          | アメリカ合衆国・ロサンゼルス | [ † 112 ] |
| 674 | 11月11日 | 小芝風花        | 日本・小豆島                 | [ † 113 ] |
| 675 | 11月18日 | 大谷亮平        | 韓国・ソウル                 | [ † 114 ] |
| 676 | 11月25日 | 宮澤エマ        | アメリカ合衆国・ニューヨーク | [ † 115 ] |
| 677 | 12月2日  | 横田真悠        | 韓国・ソウル                 | [ † 116 ] |
| 678 | 12月9日  | 馬場裕之        | タイ・バンコク               | [ † 117 ] |
| 679 | 12月16日 | 菅野祐悟        | ポーランド・ワルシャワ       | [ † 118 ] |
| 680 | 12月23日 | 井桁弘恵        | ブルネイ                     | [ † 119 ] |

#### 2023年
| ＃  | 放送日   | ゲスト           | アナザースカイ                           | 備考      |
| --- | -------- | ---------------- | ---------------------------------------- | --------- |
| 681 | 1月6日   | 成田悠輔         | アメリカ合衆国・ニューヘイブン           | [ † 120 ] |
| 682 | 1月13日  | BiSH             | 日本・渋谷                               | [ † 121 ] |
| 683 | 1月20日  | 森崎ウィン       | イギリス                                 | [ † 122 ] |
| 684 | 1月27日  | 後閑信吾         | 日本・沖縄県                             | [ † 123 ] |
| 685 | 2月3日   | 岩田剛典         | イタリア                                 | [ † 124 ] |
| 686 | 2月10日  | 森星             | 日本・島根県                             | [ † 125 ] |
| 687 | 2月17日  | フワちゃん       | フィリピン・セブ島                       | [ † 126 ] |
| 688 | 2月24日  | 坂上忍           | 韓国・ソウル特別市                       | [ † 127 ] |
| 689 | 3月3日   | 宮城野親方       | 日本・大阪府                             | [ † 128 ] |
| 690 | 3月10日  | 山本千尋         | アメリカ合衆国・ロサンゼルス             | [ † 129 ] |
| 691 | 3月17日  | 斎藤工           | 香港                                     | [ † 130 ] |
| 692 | 3月24日  | 幾田りら         | アメリカ合衆国・シカゴ                   | [ † 131 ] |
| 693 | 3月31日  | 古舘伊知郎       | イギリス・ロンドン                       | [ † 132 ] |
| 694 | 4月7日   | 芳根京子         | 日本・ニセコ                             | [ † 133 ] |
| 695 | 4月14日  | なかやまきんに君 | アメリカ合衆国・ロサンゼルス             | [ † 134 ] |
| 696 | 4月21日  | 広瀬アリス       | 台湾                                     | [ † 135 ] |
| 697 | 4月28日  | 加藤清史郎       | イギリス・ロンドン                       | [ † 136 ] |
| 698 | 5月5日   | ヒコロヒー       | アメリカ合衆国・ルート66                 | [ † 137 ] |
| 699 | 5月12日  | 宇賀なつみ       | ベトナム                                 | [ † 138 ] |
| 700 | 5月19日  | トラウデン直美   | ドイツ・ケルン                           | [ † 139 ] |
| 701 | 5月26日  | 岡本知高         | 日本・高知県                             | [ † 140 ] |
| 702 | 6月2日   | 髙梨沙羅         | スロベニア                               | [ † 141 ] |
| 703 | 6月9日   | Miyu             | フランス・パリ                           | [ † 142 ] |
| 704 | 6月16日  | 永野芽郁         | アメリカ合衆国・ハワイ                   | [ † 143 ] |
| 705 | 6月23日  | 瀧川鯉斗         | 日本・札幌市                             | [ † 144 ] |
| 706 | 6月30日  | 佐野勇斗         | ニュージーランド                         | [ † 145 ] |
| 707 | 7月7日   | 福士蒼汰         | スペイン                                 | [ † 146 ] |
| 708 | 7月14日  | アンミカ         | 韓国・ソウル                             | [ † 147 ] |
| 709 | 7月21日  | 菅野美穂         | ポルトガル・サン・ミゲル島               | [ † 148 ] |
| 709 | 7月28日  | 菅野美穂         | イギリス・ロンドン                       | [ † 148 ] |
| 710 | 8月4日   | 中村獅童         | 日本・京都府                             | [ † 149 ] |
| 711 | 8月11日  | 安田章大         | ベリーズ                                 | [ † 150 ] |
| 712 | 8月18日  | 富樫勇樹         | 日本・新潟県新発田市                     | [ † 151 ] |
| 713 | 8月25日  | 岸井ゆきの       | ベルギー                                 | [ † 152 ] |
| 714 | 9月1日   | 石川恋           | 日本・栃木県栃木市                       | [ † 153 ] |
| 715 | 9月8日   | 田村淳           | アメリカ合衆国・サンフランシスコ         | [ † 154 ] |
| 716 | 9月15日  | 桜井ユキ         | 日本・福岡県久留米市                     | [ † 155 ] |
| 717 | 9月22日  | 伊藤沙莉         | イタリア                                 | [ † 156 ] |
| 718 | 9月29日  | 国枝慎吾         | イギリス・ウィンブルドン                 | [ † 157 ] |
| 719 | 10月7日  | 中条あやみ       | 日本・大阪府大阪市                       | [ † 158 ] |
| 720 | 10月14日 | 八木莉可子       | 日本・滋賀県                             | [ † 159 ] |
| 721 | 10月21日 | 二階堂ふみ       | イギリス・ロンドン                       | [ † 160 ] |
| 722 | 10月28日 | 牧田習           | 日本・沖縄県西表島                       | [ † 161 ] |
| 723 | 11月4日  | Awich            | アメリカ合衆国・アトランタ               | [ † 162 ] |
| 724 | 11月11日 | 高嶋政宏         | 日本・京都府京都市                       | [ † 163 ] |
| 725 | 11月18日 | 間宮祥太朗       | オーストラリア・ウルル（エアーズロック） | [ † 164 ] |
| 726 | 11月25日 | 大森南朋         | イギリス・ロンドン ほか                  | [ † 165 ] |
| 727 | 12月2日  | 檀れい           | 台湾                                     | [ † 166 ] |
| 728 | 12月9日  | 向井慧           | 日本・長崎                               | [ † 167 ] |
| 729 | 12月16日 | DAIGO            | イギリス・ロンドン                       | [ † 168 ] |
| 730 | 12月23日 | 石川佳純         | スウェーデン・ストックホルム             | [ † 169 ] |
| 731 | 12月30日 | 矢吹奈子         | 韓国・ソウル                             | [ † 170 ] |

#### 2024年
| ＃  | 放送日   | ゲスト                         | アナザースカイ                                                 | 備考      |
| --- | -------- | ------------------------------ | -------------------------------------------------------------- | --------- |
| 732 | 1月6日   | 岡山天音                       | 日本・愛知県名古屋市                                           | [ † 171 ] |
| 733 | 1月13日  | 木村多江                       | シンガポール                                                   | [ † 172 ] |
| 734 | 1月20日  | 竹内涼真                       | アメリカ合衆国・ロサンゼルス                                   | [ † 173 ] |
| 735 | 1月27日  | アオイヤマダ                   | 日本・長野県松本市                                             | [ † 174 ] |
| 736 | 2月3日   | 森七菜                         | ペルー・ナスカの地上絵／ ボリビア・ウユニ塩湖                  | [ † 175 ] |
| 737 | 2月10日  | やす子                         | 日本・山口県宇部市                                             | [ † 176 ] |
| 738 | 2月17日  | HIRO                           | タイ・バンコク                                                 | [ † 177 ] |
| 739 | 2月24日  | 上白石萌歌                     | メキシコ・メキシコシティ                                       | [ † 178 ] |
| 740 | 3月2日   | 福原遥                         | 日本・長崎県五島列島                                           | [ † 179 ] |
| 741 | 3月9日   | 青木崇高                       | ブラジル・リオデジャネイロ／サンパウロ                         | [ † 180 ] |
| 742 | 3月16日  | 田中みな実                     | スペイン・バルセロナ／ フランス・リヨン                        | [ † 181 ] |
| 743 | 3月23日  | あの                           | カンボジア・シェムリアップ／アンコール・ワット／トンレサップ湖 | [ † 182 ] |
| 744 | 3月30日  | 吉野北人                       | 日本・宮崎県小林市                                             | [ † 183 ] |
| 745 | 4月6日   | MEGUMI                         | スペイン・バルセロナ                                           | [ † 184 ] |
| 746 | 4月13日  | サーヤ（ラランド）             | 日本・東京・上智大学／ タイ・バンコク                          | [ † 185 ] |
| 747 | 4月20日  | 花村想太（Da-iCE）             | 韓国・ソウル                                                   | [ † 186 ] |
| 748 | 4月27日  | カンニング竹山                 | 日本・福岡県福岡市                                             | [ † 187 ] |
| 749 | 5月4日   | 志田未来                       | オーストラリア・メルボルン                                     | [ † 188 ] |
| 750 | 5月11日  | 片桐仁                         | 台湾・台北市／宜蘭市                                           | [ † 189 ] |
| 751 | 5月18日  | 松村沙友理                     | 日本・宮崎県宮崎市                                             | [ † 190 ] |
| 752 | 5月25日  | 村上愛花                       | タイ・バンコク／パタヤ                                         | [ † 191 ] |
| 753 | 6月1日   | 脇屋友詞                       | 日本・北海道札幌市                                             | [ † 192 ] |
| 754 | 6月8日   | 杏                             | フランス・パリ                                                 | [ † 193 ] |
| 755 | 6月15日  | 斎藤佑樹                       | オーストラリア・ゴールドコースト                               | [ † 194 ] |
| 756 | 6月22日  | 小島よしお                     | 日本・沖縄県久米島                                             | [ † 195 ] |
| 757 | 6月29日  | 入江陵介                       | アメリカ合衆国・サンディエゴ                                   | [ † 196 ] |
| 758 | 7月6日   | 一ノ瀬ワタル                   | タイ／ ラオス                                                  | [ † 197 ] |
| 759 | 7月13日  | 小倉優子                       | 日本・東京・白百合女子大学／大阪・なんば                       | [ † 198 ] |
| 760 | 7月20日  | peco                           | アメリカ合衆国・グアム                                         | [ † 199 ] |
| 761 | 7月27日  | 道枝駿佑                       | 韓国・ソウル                                                   | [ † 200 ] |
| 762 | 8月3日   | 板垣李光人                     | フランス・パリ                                                 | [ † 201 ] |
| 763 | 8月17日  | 山本耕史                       | アメリカ合衆国・ニューヨーク                                   | [ † 202 ] |
| 764 | 8月24日  | 堂本剛                         | 日本・奈良県奈良市                                             | [ † 203 ] |
| 765 | 9月7日   | 柳楽優弥                       | 韓国・釜山                                                     | [ † 204 ] |
| 766 | 9月14日  | SOTA（BE:FIRST）               | アメリカ合衆国・アリゾナ                                       | [ † 205 ] |
| 767 | 9月21日  | 特別編「日本の美食スペシャル」 | 特別編「日本の美食スペシャル」                                 | [ † 206 ] |
| 768 | 9月28日  | 石田ゆり子                     | フランス・パリ                                                 | [ † 207 ] |
| 769 | 10月5日  | 山本舞香                       | 日本・鳥取県米子市                                             | [ † 208 ] |
| 770 | 10月12日 | 河合優実                       | アメリカ合衆国・ニューヨーク                                   | [ † 209 ] |
| 771 | 10月19日 | 伊野尾慧                       | 日本・東京（瑞聖寺）／ フランス・ポワシー（サヴォア邸）／パリ  | [ † 210 ] |
| 772 | 10月26日 | 野田クリスタル                 | 日本・東京・中野／檜原村                                       | [ † 211 ] |
| 773 | 11月2日  | 齋藤飛鳥                       | 日本・大阪府大阪市                                             | [ † 212 ] |
| 774 | 11月9日  | 町田啓太                       | イタリア・ミラノ／ローマ／マルケ州                             | [ † 213 ] |
| 775 | 11月16日 | 谷まりあ                       | アメリカ合衆国・ニューヨーク                                   | [ † 214 ] |
| 776 | 11月23日 | えなこ                         | 日本・愛知県名古屋市／兵庫県西宮市                             | [ † 215 ] |
| 777 | 11月30日 | 森田哲矢                       | 韓国・ソウル／済州島                                           | [ † 216 ] |
| 778 | 12月7日  | 加藤シゲアキ                   | スリランカ・ゴールフォート／バワ建築／シーギリヤロック         | [ † 217 ] |
| 779 | 12月14日 | 小田凱人                       | オランダ・アムステルダム                                       | [ † 218 ] |
| 780 | 12月21日 | パク・ソジュン                 | 日本・宮崎県宮崎市／児湯郡                                     | [ † 219 ] |
| 781 | 12月28日 | 黒木メイサ                     | アメリカ合衆国・ハワイ                                         | [ † 220 ] |

#### 2025年
| ＃  | 放送日        | ゲスト                       | アナザースカイ                                              | 備考      |
| --- | ------------- | ---------------------------- | ----------------------------------------------------------- | --------- |
| 782 | 1月4日        | 青山テルマ                   | 日本・沖縄県石垣島                                          | [ † 221 ] |
| 783 | 1月11日       | 大泉洋                       | オーストラリア・ゴールドコースト                            | [ † 222 ] |
| 784 | 1月18日       | 吉谷彩子                     | ケニア・マサイマラ国立保護区                                | [ † 223 ] |
| 785 | 1月25日       | 阿部一二三                   | フランス・パリ／モン・サン＝ミシェル                        | [ † 224 ] |
| 786 | 2月1日        | 八木勇征（FANTASTICS）       | 韓国・ソウル                                                | [ † 225 ] |
| 787 | 2月8日        | 中条あやみ                   | イギリス・ジブラルタル／ スペイン・セビリア                 | [ † 226 ] |
| 788 | 2月15日       | 高橋メアリージュン、高橋ユウ | 日本・滋賀県大津市／MIHO MUSEUM                             | [ † 227 ] |
| 789 | 2月22日       | オアシズ                     | カナダ・バンクーバー                                        | [ † 228 ] |
| 790 | 3月1日        | 角野隼斗                     | ドイツ・ベルリン                                            | [ † 229 ] |
| 791 | 3月8日        | ナヨン（TWICE）              | 韓国・済州島                                                | [ † 230 ] |
| 792 | 3月15日       | 横澤夏子                     | 日本・新潟県糸魚川市／ヨシモト∞ホール                       | [ † 231 ] |
| 793 | 3月22日       | 山田涼介（Hey! Say! JUMP）   | アメリカ合衆国・ラスベガス／ミード湖                        | [ † 232 ] |
| 794 | 3月29日       | 池田美優（みちょぱ）         | 日本・沖縄県石垣島                                          | [ † 233 ] |
| 795 | 4月5日        | とにかく明るい安村           | イギリス・ロンドン                                          | [ † 234 ] |
| 796 | 4月12日       | 伊沢拓司                     | 日本・静岡県伊豆市／伊東市／沼津市                          | [ † 235 ] |
| 797 | 4月19日       | 黒木華                       | メキシコ・プラヤ-デル-カルメン／コスメル島                  | [ † 236 ] |
| 798 | 4月26日       | 黒島結菜                     | ポルトガル・リスボン／シントラ／ポルト                      | [ † 237 ] |
| 799 | 5月3日        | 窪塚愛流                     | 日本・東京都・小笠原諸島・父島／南島                        | [ † 238 ] |
| 800 | 5月10日       | イ・ボミ                     | 日本・兵庫県・マスターズゴルフ倶楽部／ 韓国・水原市／江原道 | [ † 239 ] |
| 801 | 5月17日       | 光石研                       | タイ・バンコク／プーケット                                  | [ † 240 ] |
| 802 | 5月24日       | 柄本時生                     | 日本・北海道・三笠市／札幌市                                | [ † 241 ] |
| 803 | 5月31日       | 松下洸平                     | アメリカ合衆国・ニューヨーク                                | [ † 242 ] |
| 804 | 6月7日        | 堀田真由                     | フランス・パリ                                              | [ † 243 ] |
| 805 | 6月14日       | 瀬戸朝香                     | 香港                                                        | [ † 244 ] |
| 806 | 6月21日       | ファーストサマーウイカ       | タイ・バンコク                                              | [ † 245 ] |
| 807 | 6月28日       | 影山優佳                     | アメリカ合衆国・フィラデルフィア／ニューヨーク              | [ † 246 ] |
| 808 | 7月5日        | 山田裕貴                     | 日本・沖縄県・沖縄本島／伊江島                              | [ † 247 ] |
| 809 | 7月12日       | 比嘉愛未                     | アラブ首長国連邦・ドバイ                                    | [ † 248 ] |
| 810 | 7月19日       | 嵐莉菜                       | ドイツ・ハンブルク／ユルツェン                              | [ † 249 ] |
| 811 | 7月26日       | 佐藤オオキ                   | 日本・大阪府大阪市・関西万博                                | [ † 250 ] |
| 812 | 8月2日        | 堂安律                       | オランダ・フローニンゲン                                    | [ † 251 ] |
| 813 | 8月9日        | 香椎由宇                     | シンガポール                                                | [ † 252 ] |
| 814 | 8月16日       | 津田健次郎                   | インドネシア・ジャカルタ／ボロブドゥール遺跡                | [ † 253 ] |
| 815 | 8月23日(予定) | 川栄李奈                     | イギリス・ロンドン                                          | [ † 254 ] |

## ネット局
| 放送対象地域   | 放送局                       | 系列                          | 放送日時           |
| -------------- | ---------------------------- | ----------------------------- | ------------------ |
| 関東広域圏     | 日本テレビ（NTV） 【制作局】 | 日本テレビ系列                | 土曜 23:00 - 23:30 |
| 北海道         | 札幌テレビ（STV）            | 日本テレビ系列                | 土曜 23:00 - 23:30 |
| 青森県         | 青森放送（RAB）              | 日本テレビ系列                | 土曜 23:00 - 23:30 |
| 岩手県         | テレビ岩手（TVI）            | 日本テレビ系列                | 土曜 23:00 - 23:30 |
| 宮城県         | ミヤギテレビ（MMT）          | 日本テレビ系列                | 土曜 23:00 - 23:30 |
| 秋田県         | 秋田放送（ABS）              | 日本テレビ系列                | 土曜 23:00 - 23:30 |
| 山形県         | 山形放送（YBC）              | 日本テレビ系列                | 土曜 23:00 - 23:30 |
| 福島県         | 福島中央テレビ（FCT）        | 日本テレビ系列                | 土曜 23:00 - 23:30 |
| 山梨県         | 山梨放送（YBS）              | 日本テレビ系列                | 土曜 23:00 - 23:30 |
| 新潟県         | テレビ新潟（TeNY）           | 日本テレビ系列                | 土曜 23:00 - 23:30 |
| 長野県         | テレビ信州（TSB）            | 日本テレビ系列                | 土曜 23:00 - 23:30 |
| 静岡県         | 静岡第一テレビ（SDT）        | 日本テレビ系列                | 土曜 23:00 - 23:30 |
| 富山県         | 北日本放送（KNB）            | 日本テレビ系列                | 土曜 23:00 - 23:30 |
| 石川県         | テレビ金沢（KTK）            | 日本テレビ系列                | 土曜 23:00 - 23:30 |
| 福井県         | 福井放送（FBC）              | 日本テレビ系列                | 土曜 23:00 - 23:30 |
| 中京広域圏     | 中京テレビ（CTV）            | 日本テレビ系列                | 土曜 23:00 - 23:30 |
| 近畿広域圏     | 読売テレビ（ytv）            | 日本テレビ系列                | 土曜 23:00 - 23:30 |
| 鳥取県・島根県 | 日本海テレビ（NKT）          | 日本テレビ系列                | 土曜 23:00 - 23:30 |
| 広島県         | 広島テレビ（HTV）            | 日本テレビ系列                | 土曜 23:00 - 23:30 |
| 山口県         | 山口放送（KRY）              | 日本テレビ系列                | 土曜 23:00 - 23:30 |
| 徳島県         | 四国放送（JRT）              | 日本テレビ系列                | 土曜 23:00 - 23:30 |
| 香川県・岡山県 | 西日本放送（RNC）            | 日本テレビ系列                | 土曜 23:00 - 23:30 |
| 愛媛県         | 南海放送（RNB）              | 日本テレビ系列                | 土曜 23:00 - 23:30 |
| 高知県         | 高知放送（RKC）              | 日本テレビ系列                | 土曜 23:00 - 23:30 |
| 福岡県         | 福岡放送（FBS）              | 日本テレビ系列                | 土曜 23:00 - 23:30 |
| 長崎県         | 長崎国際テレビ（NIB）        | 日本テレビ系列                | 土曜 23:00 - 23:30 |
| 熊本県         | くまもと県民テレビ（KKT）    | 日本テレビ系列                | 土曜 23:00 - 23:30 |
| 鹿児島県       | 鹿児島読売テレビ（KYT）      | 日本テレビ系列                | 土曜 23:00 - 23:30 |
| 大分県         | テレビ大分（TOS）            | 日本テレビ系列 フジテレビ系列 | 土曜 23:00 - 23:30 |

### 過去のネット局
| 放送対象地域 | 放送局            | 系列                                         |
| ------------ | ----------------- | -------------------------------------------- |
| 宮崎県       | テレビ宮崎（UMK） | フジテレビ系列 日本テレビ系列 テレビ朝日系列 |

### インターネット配信
| 配信元          | 更新日時        | 配信期間    | 備考                             |
| --------------- | --------------- | ----------- | -------------------------------- |
| 日テレ無料TADA! | 金曜 23:30 更新 | 7日         | 日本テレビの最新回限定で無料配信 |
| TVer            | 金曜 23:30 更新 | 7日         | 日本テレビの最新回限定で無料配信 |
| Hulu            | 過去分2年間     | 過去分2年間 | 有料見放題配信                   |